# Малік-шах II
Малік-шах II (*1099 — 1105) — 6-й султан Сельджуцької імперії (Великих Сельджуків) з 23 грудня 1104 року до 12 лютого 1105 року. Повне ім'я Муїз ад-Дін Малік-шах ібн Баркіярук.

## Життєпис
Походив з династії Сельджукидів. Син султанат Баркіярука. Народився у 1099 році. Отримав ім'я на честь діда. У грудні 1104 року після смерті батька оголошено новим володарем Великих Сельджуків. Офіційна церемонія відбулася у січні 1105 року — на засіданні дивана, зібраного з цієї нагоди халіфом аль-мустазхіром. Наступного дня ім'я султана Малік-шаха II було оголошено під час молитви у всіх мечетях Багдаду. Йому надано почесне ім'я Муїз ад-Дін (Пишнота віри).
Фактичним правителем за малолітнього султана став емір аяз та візир Абуль-Мехасін. Вони стикнулися з амбіціями стрийко султана — Мухаммеда Тапара, який за умовами угоди 1104 року з Баркіяруком повинен стати новим султаном після смерті того. Втім ніхто не наважився чинити Мухаммеду збройний спротив. Тапар на початку лютого 1105 року прибув до Багдада. Опікун Малік-шаха II емір Аяз вжив заходів обережності і переніс ставку молодого султана за межі Багдада. Мухаммед Тапар зажадав визнати себе султаном і дав гарантії особистої безпеки Малік-шаху II, Аязу і сановникам, що служили малому султанові. На цих умовах 13 лютого 1105 року Мухаммеда Тапара було визнано султаном.
Втім ситуація залишалася неспокійною. Новий володар не довіряв емірам Баркіярука, тому вже у березні-травні розправився з ним. Після цього було схоплено колишнього султана Малік-шаха, засліплено, потім запроторено до в'язниці. Малік-шах помер того ж року.